# Vítězslav Jureček
Vítězslav Jureček (ur. 25 maja 1960 w Šumperku, zm. 18 maja 2011 w Bańskiej Bystrzycy) – czeski biathlonista reprezentujący Czechosłowację. W Pucharze Świata zadebiutował 12 lutego 1981 roku w Lahti, gdzie zajął 30. miejsce w biegu indywidualnym. Pierwsze punkty (do sezonu 1997/1998 punktowało tylko 25. najlepszych zawodników) wywalczył 14 stycznia 1982 roku w Egg, zajmując szóste miejsce w tej samej konkurencji. Nigdy nie stanął na podium indywidualnych zawodów PŚ. Najlepsze wyniki osiągnął w sezonie 1981/1982, kiedy zajął 26. miejsce w klasyfikacji generalnej. W 1981 roku wystąpił na mistrzostwach świata w Lahti, gdzie zajął 30. miejsce w biegu indywidualnym, 36. miejsce w sprincie i siódme miejsce w sztafecie. Był też między innymi dziesiąty w biegu indywidualnym podczas mistrzostw świata w Mińsku w 1982 roku i szósty w sztafecie podczas mistrzostw świata w Anterselvie rok później. W 1984 roku wystartował na igrzyskach olimpijskich w Sarajewie, gdzie zajął 13. miejsce w sprincie.

## Osiągnięcia

### Igrzyska olimpijskie
| Rok  | Miejscowość | Konkurencje | Konkurencje | Konkurencje | Konkurencje | Konkurencje | Konkurencje | Konkurencje |
| Rok  | Miejscowość | IN          | SP          | PU          | MS          | RL          | MR          | SR          |
| ---- | ----------- | ----------- | ----------- | ----------- | ----------- | ----------- | ----------- | ----------- |
| 1984 | Sarajewo    | –           | 13.         | nd.         | nd.         | –           | nd.         | –           |

### Mistrzostwa świata
| Rok  | Miejscowość | Konkurencje | Konkurencje | Konkurencje | Konkurencje | Konkurencje | Konkurencje | Konkurencje |
| Rok  | Miejscowość | IN          | SP          | PU          | MS          | RL          | MR          | SR          |
| ---- | ----------- | ----------- | ----------- | ----------- | ----------- | ----------- | ----------- | ----------- |
| 1981 | Lahti       | 30.         | 36.         | nd.         | nd.         | –           | nd.         | –           |
| 1982 | Mińsk       | 10.         | –           | nd.         | nd.         | –           | nd.         | –           |
| 1983 | Anterselva  | 33.         | 18.         | nd.         | nd.         | 6.          | nd.         | –           |

### Puchar Świata

#### Miejsca w klasyfikacji generalnej
| Sezon     | Miejsce |
| --------- | ------- |
| 1980/1981 | -       |
| 1981/1982 | 26.     |
| 1982/1983 | ?       |
| 1983/1984 | 27.     |
| 1984/1985 | -       |

#### Miejsca na podium chronologicznie
Jureček nigdy nie stanął na podium indywidualnych zawodów PŚ.